# Мавурни Хејзел
Мавурни Хејзел (енгл. Mavournee Hazel; Аделајд, 20. март 1996) аустралијска је филмска, позоришна и телевизијска глумица.
Хејзелова је најпознатија по улози форензичарке Блубирд "Блу" Глисон у серији Морнарички истражитељи: Сиднеј.